# コルヒチン

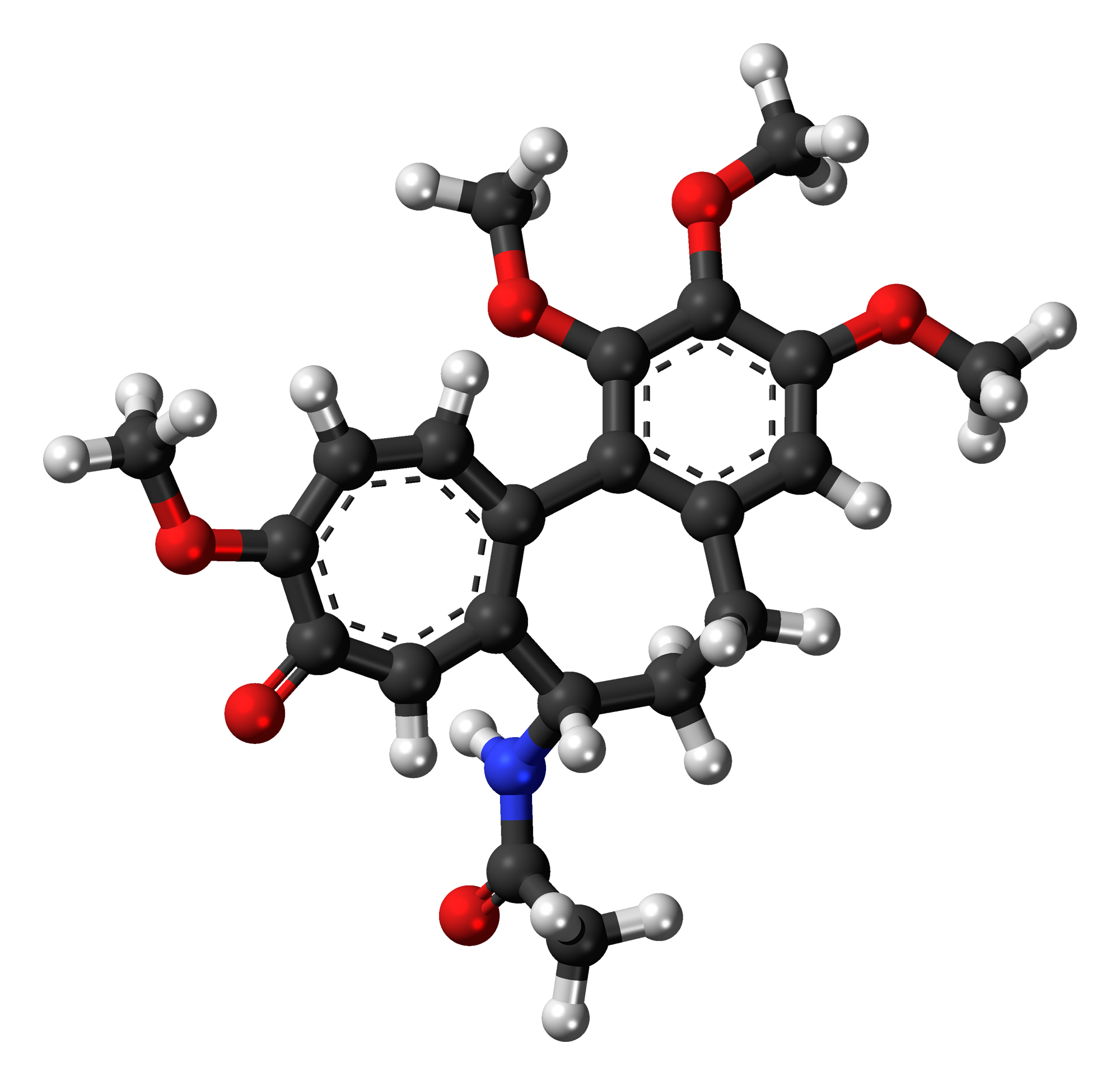

コルヒチン（英: colchicine）とはイヌサフラン科のイヌサフラン（Colchicum autumnale）の種子や球根に含まれるアルカロイドである。化学式はC22H25NO6。リウマチや痛風の治療に用いられてきたが、毒性も強く下痢や嘔吐などの副作用を伴う。また種なしスイカなどの倍数体植物種の生産や品種改良の作出にも用いられる。
イヌサフランはシチリア出身のローマ帝国の医者ペダニウス・ディオスコリデスの『デ・マテリア・メディカ』（『薬物誌』）において痛風に効くと記載されている。その有効成分であるコルヒチンは1820年にフランスの化学者ピエール＝ジョセフ・ペルティエとジョセフ・ビヤンネメ・カヴェントゥによって初めて分離され、のちにアルカロイドとしての構造が明らかにされた。
マウスにおける半数致死量（LD50）は、約3mg（経口）。

## 生物作用
微小管の主要蛋白質であるチューブリンに結合して重合を阻害し微小管の形成を妨げる。細胞分裂を阻害するほかに、好中球の活動を阻害し抗炎症作用をもたらす。痛風における疼痛抑制と抗炎症効果はこれによると考えられている。

## 医薬品としての利用
日本での厚生労働省認可の適応は「痛風発作の緩解および予防」、「家族性地中海熱」である。痛風発作の発現後、服用開始が早いほど効果的である。予防投与では、発作が予感されるかなりの初期でないと効き目が少ないのが特徴であり、痛風発作以外への鎮痛・消炎作用はほとんど認められない。長期にわたる（予防投与も含めて）服用は副作用発現の可能性が高くなるので、医師（できれば専門医）に受診しながらの服用が重要である。副作用には胃腸の不快感や好中球減少症等があり。投与量過多により骨髄抑制、貧血を起こすことがある。
2016年、高田製薬が家族性地中海熱に対し公知申請し、承認された。他に適応外で心膜炎、アミロイドーシス、強皮症、ベーチェット病等に用いられる。
2型糖尿病の患者に約2年投与したところ、心疾患の発病率を13.1%から8.7%に減らしたとの研究報告もある。

## 毒性
中毒症状はヒ素中毒に類似する。服用後2–5時間で口腔・咽頭灼熱感、発熱、嘔吐、下痢、背部疼痛、腎不全などの症状が発現する。呼吸不全により死亡することもある。解毒剤はない。致死量は種子の場合、数グラムである。

## その他の応用
コルヒチンは植物の細胞分裂時に染色体の倍加（染色体異常）を誘発する作用がある。これを利用して種なしスイカ、あるいはその他の育種のための四倍体や倍化半数体の作出にも用いられる。また、細胞分裂を阻害し、細胞分裂中期で分裂を停止させる性質を利用して核型の診断にも用いる。

## コルヒチンが含まれる植物
イヌサフラン（コルチカム）のほか、グロリオサの球根（ヤマイモの球根に相似）にも含まれており、誤食による死亡事故が起こっている。グロリオサには、コルヒチンのアセトアミド基がホルムアミド基に置き換わったグロリオシンも含まれている。